# Tahereh Mafi
Tahereh Mafi, ameriška pisateljica iranskega rodu, * 1988.  

## Življenjepis
Mafijeva je bila rojena v Connecticutu kot najmlajši otrok v družini. Ima štiri starejše brate. Njeni starši so se v ZDA preselili iz Irana. Ko je bila stara 12 let se je družina preselila v Severno Kalifornijo, pri starosti 14 let pa so se ponovno preselili, tokrat v Orange County.
Maturirala je na University High School v Irvine, Kalifornija, nato pa je diplomirala na Soka University of America v Aliso Viejo, Kalifornija. Govori osem jezikov, španščine pa se je naučila med enim semestrom šolanja v Barceloni
Preden je napisala svoj prvi roman, Shatter Me, je po lastnih besedah napisala pet rokopisov, da bi »bolje razumela kako napisati knjigo«.
Roman Shatter Me je izšel 15. novembra 2011, 5. februarja 2013 pa mu je sledil roman Unravel Me. Tretji roman, z naslovom Ignite Me je izšel 4. februarja 2014. Poleg tega sta v seriji Shatter Me izšli še dve elektronski knjigi, Destroy Me ter Fracture Me. Filmske pravice za Shatter Me je odkupil 20th Century Fox films.
Avgusta 2016 je izdala mladinski roman Furthermore, zgodbo o bledi deklici, ki živi v svetu barv in čarovnij, ki jih sama ne premore.

### Osebno življenje
Mafijeva trenutno živi in ustvarja v Santa Monici, Kalifornija.  Leta 2013 se je poročila s pisateljem Ransonom Riggsom.